# 苏佩尔萨诺
苏佩尔萨诺（義大利語：Supersano），是意大利莱切省的一个市镇。总面积36平方公里，人口4521人，人口密度125.6人/平方公里（2009年）。ISTAT代码为075081。